# St. Jakob auf der Hülben

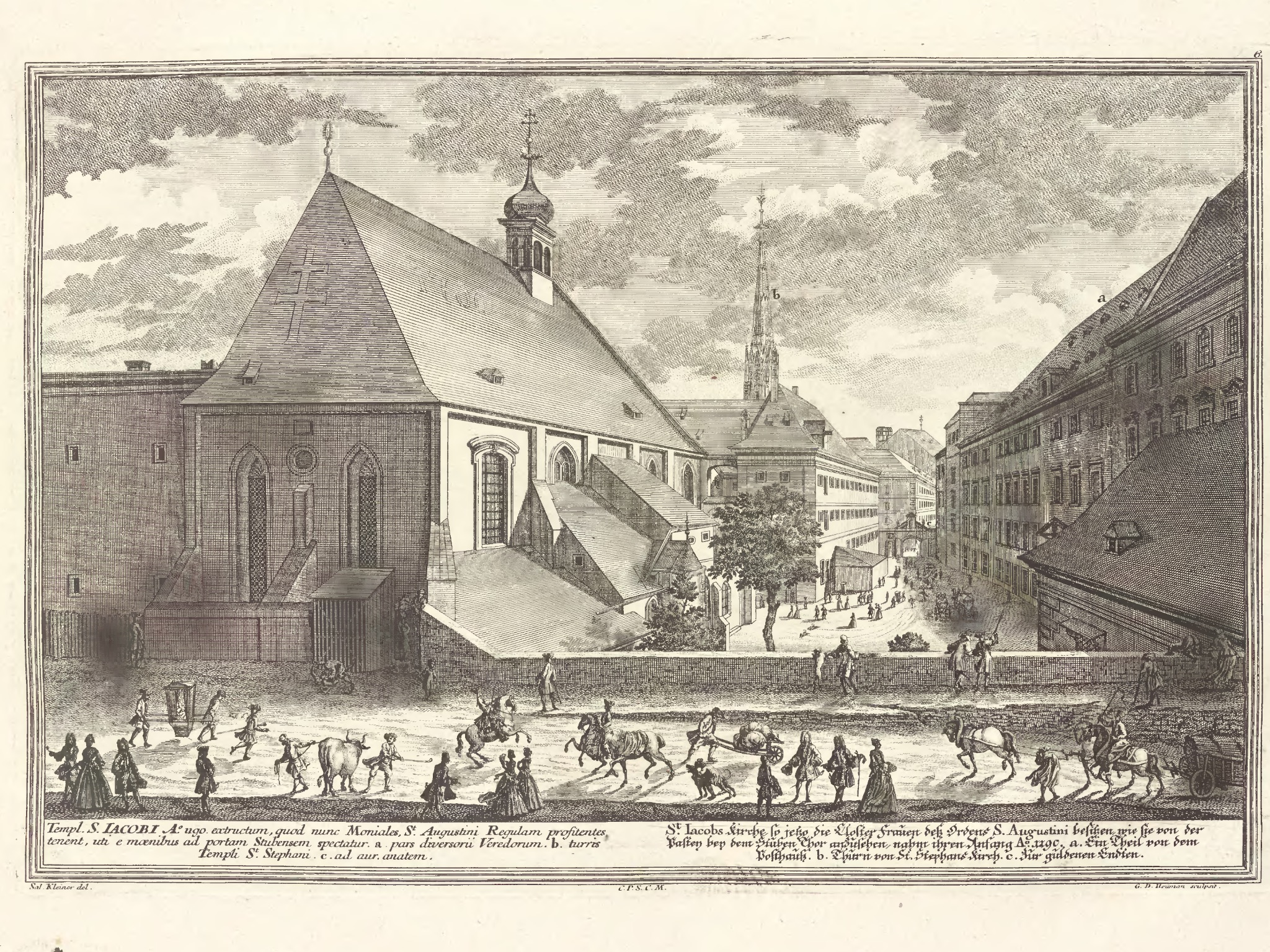
Die Jakobskirche im Jahre 1724

St. Jakob auf der Hülben war eine römisch-katholische Kirche mit dazugehörigem Nonnenkloster im Wiener Stubenviertel. Sie besteht seit 1784 nicht mehr.

## Standort
Kirche und Kloster befanden sich im Stubenviertel, einem der historischen Viertel der Altstadt Wiens. Das Kirchengebäude mit dem anschließenden Kreuzgang lag an der Stelle der heutigen Stubenbastei 6–8, die weiteren Gebäude samt Klosterfriedhof erstreckten sich auf einem Areal, das den heutigen Straßen Riemergasse 7, Zedlitzgasse 2–4, Stubenbastei 6–12, An der Hülben 1–3 und Jakobergasse 1–5 und 6–8 entsprechen. Der Beiname auf der Hülben geht auf einen ehemaligen kleinen Tümpel zurück, der sich dort befand und mit dem die Gegend noch lange Zeit bezeichnet wurde.

## Geschichte
Der Ursprung des Augustiner-Chorfrauenklosters St. Jakob auf der Hülben ist nicht genau bekannt. Jedenfalls wird es 1236 als bereits bestehend erwähnt. Es wurde die Entstehung entweder aus einer Kapellenstiftung durch Herzog Leopold V. 1190 oder wegen der sagenhaften Anschwemmung einer hölzernen Jakobusstatue im nahegelegenen Wienfluss vermutet.
1301 wurde das Kloster der Aufsicht des Chorherrenstifts Klosterneuburg unterstellt. Stiftungen und Schenkungen floss ihm sowohl aus dem Adel als auch aus dem Wiener Bürgertum zu; die Vorsteherinnen entstammten vorwiegend dem Adel. Zwischen 1463 und 1470 war ihm das Maria-Magdalenen-Kloster vor dem Schottentor unterstellt.
Die Kirche, die damals aus einem rechteckigen zweischiffigen Raum bestand, in dem vier Altäre und fünf Kapellen untergebracht waren, brannte am 18. Juli 1525 bei einem großen Stadtbrand nieder, Kloster und Teile des Kreuzganges konnten aber gerettet werden. Doch bereits kurze Zeit später, während der Ersten Wiener Türkenbelagerung 1529 wurde das Kloster, das dicht an der Stadtmauer lag, schwer beschossen. 
Während der folgenden Reformationszeit ging die Zahl der Ordensfrauen 1544 auf 17, 1560 auf 3 und 1572 auf nur noch 2 zurück. Petrus Canisius predigte in seiner Wiener Zeit regelmäßig in der Klosterkirche. Während der Amtszeit von Dorothea von Puchheim (1575–1594) kam es wieder zu einem Aufschwung und zwischen 1586 und 1603 führte das Jakobskloster sogar die Verwaltung des Himmelpfortklosters.
Nachdem 1590 das bereits geschädigte Kirchengewölbe während eines Erdbebens einstürzte, kam es 1614 nach einem Aufruf von Kardinal Melchior Khlesl zu einer Neueinwölbung des Gebäudes, das in der folgenden Zeit als eines der am schönsten geschmückten Gotteshäuser Wiens bezeichnet wurde. 1627 brannte während eines erneuten Stadtbrandes das Klostergebäude ab, wobei das Archiv verloren ging. Während der Zweiten Türkenbelagerung Wiens 1683 verließen die Nonnen vorübergehend die Stadt und flüchteten nach Linz, von wo sie 1684 wieder zurückkehrten.
Unter der Oberin Augustina von Puchheim (1714–1722) wurde die folgenschwere Entscheidung getroffen, den Schulunterricht im Kloster einzustellen. Da auch eine von Maria Theresia angeregte Errichtung einer Normalschule nicht zustande kam, hob Kaiser Joseph II. am 25. September 1783 das Kloster auf, da es nach den Auffassungen des Josephinismus keinen öffentlichen Nutzen hatte. Daraufhin mussten die Nonnen am 1. März 1784 ausziehen, Kirche und Kloster, die an den Staat gefallen waren, wurden geräumt, abgerissen und die Grundstücke verkauft. Bei der Räumung der Gruft exhumierte man 737 Leichen, die auf dem Sankt Marxer Friedhof bestattet wurden. Die Holzfigur des hl. Jakobus wurde von der letzten Oberin mitgenommen und gelangte über Klemens Maria Hofbauer 1817 in das Ursulinenkloster und schließlich 1960 in das Wiener Dom- und Diözesanmuseum.
Auf dem Gelände des ehemaligen Klosters entstanden im 19. Jahrhundert neue Straßenzüge und Gebäude (wie etwa das heutige Gymnasium Stubenbastei), die Namen Jakoberhof und  Jakobergasse gehen auf Kirche und Kloster zurück.